# 富重利平
富重 利平（とみしげ りへい、天保8年4月15日（1837年5月19日） - 大正11年（1922年）2月7日）は、明治時代の写真家。
上野彦馬より写真術を習得し、彼と共に日本写真界の草分けとして活躍した。熊本で写真屋を開き、軍部の依頼で焼失前の熊本城その他を撮影。明治時代の風景、人物など貴重な記録を写真に残した。富重写真館は代々続き現在も存在する。

## 生涯
『冨重利平の作品集』より、森下功編の略年表による。
- 天保8年（1837年） - 筑後国柳川鍛冶屋町にて出生。
- 安政元年（1854年） - 長崎に行き商売を志す。
- 文久2年（1862年） - 荒物商を辞め、写真術を習得するため長崎今下街の写真師・亀谷徳次郎[3]に入門。
- 元治元年（1864年） - 上野彦馬に入門。
- 慶応2年（1866年） - 郷里の柳川で開業。
- 明治3年（1870年）
  - 4月 - 肥後高瀬藩主・細川利永の招きにより、玉名市で開業。
  - 8月15日 - 元家老米田是豪（或いは大参事是保）の招きで熊本市新堀町で開業（文献によっては、細川藩の家老長岡監物とある）[4]。
- 明治4年（1871年） - 陸軍少将・井田譲を撮影。同人の依頼で旧藩邸を撮影。井田および県吏の内藤貞八のたっての頼みで上京を中止。県庁から月給50円をやると言われたが自由が束縛されるので、それは断った。新町に開業。
- 明治5年（1872年） - この頃より、熊本城・山崎練兵場・水前寺公園などの撮影を開始。
- 明治9年（1876年） - 塩屋町に住居・写真場を作る。
- 明治10年（1877年） - 西南戦役前の熊本城を撮影。兵火により写真場が焼けた後は仮写真場を作る。軍の依頼で戦跡を撮影。塩屋町明十橋通りの現在地に住家・写真場を再建。
- 明治11年（1878年） - 谷干城など軍幹部を撮影。その後、熊本各地の写真を撮影する。
- 明治24年（1891年）10月10日 - 熊本の写真師同盟を作り会長となる。
- 明治26年（1893年） - 第6師団長・北白川宮能久親王を撮影。親王に写真術を指導。
- 明治32年（1899年） - 自宅内に私立英語夜学校を設立。数年間教育する。
- 明治36年（1903年） - 熊本商業会議所副会頭。
- 明治40年（1907年） - 大日本写真師大会にて全国来賓総代。
- 明示42年（1909年） - 富重写真館の月収1000円。
- 明治43年（1910年） - ドイツ、ドレスデンの万国衛生博覧会に水前寺の写真を出品。長男の名前を使う（ドレスデンのドイツ衛生博物館の資料によると1911年とあるから、投稿した年の次の年に開かれている。[5]）。
- 大正8年（1919年） - この年より熊本医専の卒業アルバムを担当する。
- 大正11年（1922年）2月7日 - 死去。葬儀には熊本市長が弔辞を述べる。安国寺に葬られる。
- 昭和38年（1963年） - 熊本県近代文化功労者に選定される。

## 開業当時
開業当時は湿板法であったので、出張撮影の時は暗室の準備が必要であった。写真師は魔法使いと思われ気味悪がられたが、鎮台の兵士が来て大繁盛した。兵営に入り御用を勤めたので後に陸軍大将となる乃木希典・川上操六・児玉源太郎にも親しく出入りした。

## 乃木希典と利平
利平は乃木から、西南戦争で焼けた所を写してほしいとの依頼を受け、3日間彼の車に従って歩き、写真を撮影した。仕事の後、乃木からは「お前も大分戦争でひどい目にあったが金を持たんだろう。今日写したのを数千枚焼付けてくれ。金は一度にやっとく。この写真は今度の戦争で怪我をした人にやるつもり。たくさんの枚数で長くかかるだろうがそれはかまわぬ。」との声をかけられた。乃木の写真も現在に残っている。

## 性格
写真業界で価格競争が激しくなっても、利平はその間に先進技術の練磨に努め、研究を重ねた。また、彼は温厚篤実で人と争うことを好まず、社会公共のためには協力奉仕を惜しまず、衆望を負って種々の役職を引き受けて熊本市の発展に尽した。各種の救援、慈善事業、学校教育事業に多額の私財を寄付している。

## 撮影した人物、風景
- 谷干城
- 乃木希典
- 夏目漱石
- ハンナ・リデル
- エダ・ハンナ・ライト
- 北白川宮能久親王・同王妃
- 川上操六
- 児玉源太郎
- ラフカディオ・ハーン
- 細川護全・細川護久兄弟と旧藩士ら
- 三宅俊輔
- 上野彦馬と弟子たち
- 東雲芸者の夕霧、玉八、いね
- 熊本城
- 水前寺公園
- 本妙寺
- 黒川発電所
- 三角西港
- 第五高等学校
- 通潤橋
- 首里城

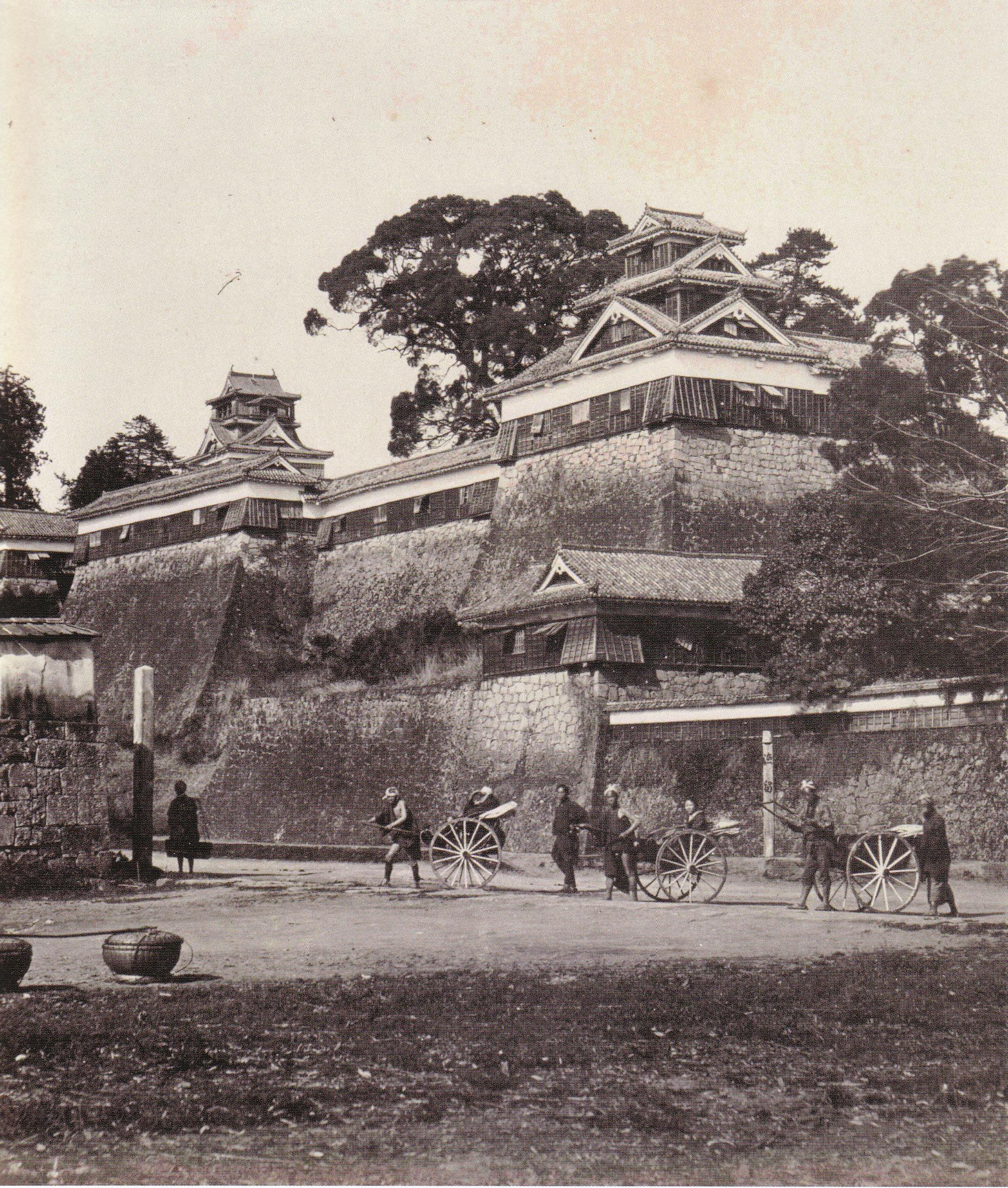
明治初期（1874年）の熊本城、富重利平の作品

- 鹿児島市の風景（西田橋、武之橋、紡績所、谷山、その他）

など

## 文献
- 熊本県立美術館 第15回 熊本の美術展「冨重写真所の130年」、1993年
- 富重利平作品集刊行会 『冨重利平の作品集』、1977年 （森下功の略年表あり）
- 正木三郎 『富重利平翁小伝』、1963年 （熊本県近代文化功労者昭和38年度表彰）
- 富田紘一 『古写真に探る 熊本城と城下町』、1999年 熊本上代文化研究会

## 観覧項目
- 日本写真史